# Lopidium trichocladulum
Lopidium trichocladulum là một loài Rêu trong họ Hookeriaceae. Loài này được (Besch.) M. Fleisch. mô tả khoa học đầu tiên năm 1908.